# Terebratulina abyssicola
Terebratulina abyssicola är en armfotingsart. Terebratulina abyssicola ingår i släktet Terebratulina och familjen Cancellothyrididae. Inga underarter finns listade i Catalogue of Life.